# Annika Bengtzon (serie de películas)
Annika Bengtzon es una serie de películas suecas transmitidas del 2 de marzo de 2012 hasta el 29 de agosto de 2012.
Las películas están basadas en el personaje ficticio de la periodista Annika Bengtzon, quien protagoniza varias novelas de la escritora sueca Liza Marklund.
La serie estuvo conformada por 6 películas protagonizadas por la actriz sueca Malin Crépin.

## Películas

### Annika Bengtzon: Nobels testamente(2012)
La primera entrega de la serie de películas fue estrenada el 2 de marzo del 2012.
Mientras cubre el Banquete del Premio Nobel anual, la reportera criminal Annika Bengtzon es testigo de un intento de asesinato de un laureado premiado y el asesinato de un científico frente a ella, hechos que un grupo terrorista de Alemania dice haber realizado.
| Actor            | Personaje         | Ocupación                                  |
| ---------------- | ----------------- | ------------------------------------------ |
| Malin Crépin     | Annika Bengtzon   | Periodista de Crímenes del "Kvällspressen" |
| Erik Johansson   | Patrik Nilsson    | Reportero de Crímenes del "Kvällspressen"  |
| Leif Andrée      | Spiken            | Director de Noticias del "Kvällspressen"   |
| Björn Kjellman   | Anders Schyman    | Jefe de Redacción del "Kvällspressen"      |
| Kajsa Ernst      | Berit Hamrin      | Periodista de Crímenes del "Kvällspressen" |
| Richard Ulfsäter | Thomas Samuelsson | Esposo de Annika                           |
| Felix Engström   | Q                 | -                                          |

### Prime Time(2012)
La segunda película fue estrenada el 4 de julio del 2012.
Cuando un programa de televisión termina su popular presentadora Michelle Carlsson, es asesinada misteriosamente. Mientras que Annika, toma la oportunidad de irse de vacaciones con la familia de su esposo termina en una casa donde hay varios sospechosos esperando para ser interrogados por la policía.
| Actor            | Personaje         | Ocupación                                  |
| ---------------- | ----------------- | ------------------------------------------ |
| Malin Crépin     | Annika Bengtzon   | Periodista de Crímenes del "Kvällspressen" |
| Erik Johansson   | Patrik Nilsson    | Reportero de Crímenes del "Kvällspressen"  |
| Leif Andrée      | Spiken            | Director de Noticias del "Kvällspressen"   |
| Björn Kjellman   | Anders Schyman    | Jefe de Redacción del "Kvällspressen"      |
| Kajsa Ernst      | Berit Hamrin      | Periodista de Crímenes del "Kvällspressen" |
| Richard Ulfsäter | Thomas Samuelsson | Esposo de Annika                           |
| Felix Engström   | Q                 | -                                          |

### Studio Sex(2012)
La tercera película fue estrenada el 18 de julio del 2012.
Cuando el cuerpo de una joven mujer brutalmente asesinada es descubierto en un parque público, Annika descubre que trabajaba como estríper en el club "Studio Sex".
| Actor            | Personaje         | Ocupación                                  |
| ---------------- | ----------------- | ------------------------------------------ |
| Malin Crépin     | Annika Bengtzon   | Periodista de Crímenes del "Kvällspressen" |
| Erik Johansson   | Patrik Nilsson    | Reportero de Crímenes del "Kvällspressen"  |
| Leif Andrée      | Spiken            | Director de Noticias del "Kvällspressen"   |
| Björn Kjellman   | Anders Schyman    | Jefe de Redacción del "Kvällspressen"      |
| Kajsa Ernst      | Berit Hamrin      | Periodista de Crímenes del "Kvällspressen" |
| Richard Ulfsäter | Thomas Samuelsson | Esposo de Annika                           |
| Felix Engström   | Q                 | -                                          |

### Den röda vargen(2012)
La cuarta película fue estrenada el 1 de agosto del 2012.
Cuando un reportero es asesinado y en la escena es descubierta una voladura militar atribuida a los rusos pronto las investigaciones sugieren que en realidad es propiedad del grupo de extrema izquierda sueca.
| Actor            | Personaje         | Ocupación                                  |
| ---------------- | ----------------- | ------------------------------------------ |
| Malin Crépin     | Annika Bengtzon   | Periodista de Crímenes del "Kvällspressen" |
| Erik Johansson   | Patrik Nilsson    | Reportero de Crímenes del "Kvällspressen"  |
| Leif Andrée      | Spiken            | Director de Noticias del "Kvällspressen"   |
| Björn Kjellman   | Anders Schyman    | Jefe de Redacción del "Kvällspressen"      |
| Kajsa Ernst      | Berit Hamrin      | Periodista de Crímenes del "Kvällspressen" |
| Richard Ulfsäter | Thomas Samuelsson | Esposo de Annika                           |
| Felix Engström   | Q                 | -                                          |

### Livstid(2012)
La quinta película fue estrenada el 15 de agosto del 2012.
Cuando un oficial de la policía es encontrado muerto en su cama y su hijo Alexander desaparecido, la policía y la reportera de crímenes Annika Bengtzon tratan de resolver el asesinato y encontrar al niño desaparecido antes de que sea demasiado tarde.
| Actor            | Personaje         | Ocupación                                  |
| ---------------- | ----------------- | ------------------------------------------ |
| Malin Crépin     | Annika Bengtzon   | Periodista de Crímenes del "Kvällspressen" |
| Erik Johansson   | Patrik Nilsson    | Reportero de Crímenes del "Kvällspressen"  |
| Leif Andrée      | Spiken            | Director de Noticias del "Kvällspressen"   |
| Björn Kjellman   | Anders Schyman    | Jefe de Redacción del "Kvällspressen"      |
| Kajsa Ernst      | Berit Hamrin      | Periodista de Crímenes del "Kvällspressen" |
| Richard Ulfsäter | Thomas Samuelsson | Esposo de Annika                           |
| Felix Engström   | Q                 | -                                          |

### En plats i solen(2012)
La última película fue estrenada el 29 de agosto del 2012.
Cuando una familia sueca menos su hija de 16 años quien está desaparecida es encontrada asesinada en su casa en Costa del Sol en el sur de España, la policía tiene dudas si fue un robo que salió mal.
| Actor            | Personaje         | Ocupación                                  |
| ---------------- | ----------------- | ------------------------------------------ |
| Malin Crépin     | Annika Bengtzon   | Periodista de Crímenes del "Kvällspressen" |
| Erik Johansson   | Patrik Nilsson    | Reportero de Crímenes del "Kvällspressen"  |
| Leif Andrée      | Spiken            | Director de Noticias del "Kvällspressen"   |
| Björn Kjellman   | Anders Schyman    | Jefe de Redacción del "Kvällspressen"      |
| Kajsa Ernst      | Berit Hamrin      | Periodista de Crímenes del "Kvällspressen" |
| Richard Ulfsäter | Thomas Samuelsson | Esposo de Annika                           |
| Felix Engström   | Q                 | -                                          |

## Producción
En el 2009, la compañía cinematográfica "Yellow Bird" fundada por el novelista Henning Mankell, compró los derechos para adaptar otras seis novelas de la serie de "Annika Bengtzon"; en las películas el personaje de Annika es interpretado por la actriz Malin Crépin. Las seis películas fueron producidas para DVD y todas ellas estrenadas en el año 2012.

### Annika Bengtzon: Nobels testamente
La primera película fue estrenada el 2 de marzo de 2012, dirigida por Peter Flinth, escrita por Pernilla Oljelund (en el guion).
Fue producida por Jenny Gilbertsson, contó con la productora ejecutiva Anni Faurbye Fernandez y la productora de línea Susanne Tiger. La música estuvo a cargo de Adam Nordén, mientras que cinematografía estuvo en manos de Eric Kress y la edición fue hecha por Søren B. Ebbe.
El 28 de enero del 2013 la película fue estrenada durante el "Göteborg International Film Festival".
Filmada en Nacka, Provincia de Estocolmo, Suecia.

### Prime Time
La segunda estrenada el 4 de julio del mismo año y dirigida por Agneta Fagerström-Olsson, fue escrita por Alex Haridi (en el guion). Producida por Jenny Gilbertsson en coproducción con Hans-Wolfgang Jurgan, Lone Korslund y Åsa Sjöberg, contó con los productores ejecutivos Anni Faurbye Fernandez, Jessica Ericstam, Ole Søndberg y Mikael Wallen, y la productora de línea Susanne Tiger.
La música estuvo a cargo de Adam Nordén, mientras que cinematografía estuvo en manos de John Olsson y la edición fue hecha por Håkan Karlsson.

### Studio Sex
La tercera película estrenada el 18 de julio del 2012 dirigida por Agneta Fagerström-Olsson y escrita por Antonia Pyk (en el guion), contó con el apoyo de la productora Jenny Gilbertsson en coproducción con Hans-Wolfgang Jurgan, Lone Korslund y Åsa Sjöberg, contó con los productores ejecutivos Anni Faurbye Fernandez, Jessica Ericstam, Ole Søndberg y Mikael Wallen, y la productora de línea Susanne Tiger.

### Den röda vargen
La cuarta entrega estrenada el 1 de agosto del mismo año fue nuevamente dirigida por Fagerström-Olsson y escrita por Björn Paqualin y Antonia Pyk (en el guion). Fue producida por Gilbertsson en coproducción con Jurgan, Korslund, Sjöberg y Per-Erik Svensson, contó con el apoyo de los productores ejecutivos Faurbye Fernandez, Søndberg y Wallen. La música nuevamente estuvo a cargo de  Nordén, mientras que cinematografía estuvo en manos de Olsson.
Fue filmada en Luleå, Provincia de Norrbotten, Suecia.

### Livstid
La quinta entrega estrenada el 15 de agosto del 2012 en Suecia fue dirigida por Ulf Kvensler y escrita por Antonia Pyk (en el guion), en la producción contaron nuevamente con el apoyo de por Gilbertsson en coproducción con Jurgan, Korslund y Sjöberg, contó con el apoyo de los productores ejecutivos Anni Faurbye Fernandez, Jessica Ericstam, Ole Søndberg y Mikael Wallen, así como el productor de posproducción Fredrik Zander y la productora de línea Susanne Tiger.
La música estuvo a cargo de Adam Nordén, mientras que cinematografía estuvo en manos de Victor Davidson y la edición fue realizada por Håkan Karlsson.

### En plats i solen
La sexta y última transmitida el 29 de agosto del 2012 fue dirigida por Peter Flinth, escrita por Alex Haridi (en el guion), producida por Jenny Gilbertsson en coproducción con Hans-Wolfgang Jurgan, Lone Korslund y Åsa Sjöberg, contó con el apoyo de los productores ejecutivos Anni Faurbye Fernandez, Jessica Ericstam (de TV4), Ole Søndberg, Mikael Wallen y Niva Westlin (de TV4), en asociación con los productores Gervasio Iglesias, Lara Sastre y Søren Stærmose, así como las productoras de línea Susanne Tiger y Helena Larsson.
La música estuvo a cargo de Adam Nordén, mientras que la edición fue realizada por My Thordal.